# Ethel Cain
Hayden Silas Anhedönia (Tallahassee, 24 maart 1998), beter bekend onder haar artiestennaam Ethel Cain, is een Amerikaanse singer-songwriter.
Op 3 december 2022 trad Cain op in het Amsterdamse poppodium Bitterzoet, waar Paradiso regelmatig concerten programmeert.

## Vroege jaren
Cain groeide op in Perry, Florida, als oudste van vier kinderen. Het gezin behoorde tot de Southern Baptist Convention, het grootste protestantse kerkgenootschap in de Verenigde Staten. Haar vader was diaken en al van jongs af aan was Cain betrokken bij het kerkkoor. Toen ze acht was begon Cain met pianospelen.
Op 12-jarige leeftijd kwam ze voor haar familie uit de kast als homoseksueel, vier jaar later verliet ze de kerk. Op haar twintigste kwam ze uit de kast als transgender vrouw. Binnen het gezin werd er verdeeld op gereageerd.
In 2017 overwoog Cain zich aan te melden voor een filmopleiding aan de Florida State University, maar zette dit niet door.

## Muzikale carrière
Cain begon in 2017 te experimenteren met zowel het schrijven van liedteksten als het produceren van muziek. Haar stijl liet zich in het begin omschrijven als een etherische stijl, geïnspireerd door christelijke muziek en gregoriaans gezang. Na het uitbrengen van verschillende mixtapes en extended plays, wat ze op SoundCloud en Tumblr deed onder de namen White Silas en Atlas, nam ze in 2019 een meer alternatief geluid aan. Ook begon ze vanaf die tijd de naam Ethel Cain te gebruiken.
De teksten die Cain bezingt gaan over nostalgische en gotische thema's, zoals armoede, het misbruik van verdovende middelen, huiselijk geweld, de dood en transgenerationeel trauma. Het laatstgenoemde omvat de psychologische en fysiologische effecten die mensen bij trauma's ervaren. Deze worden vaak doorgegeven aan de nakomelingen. Het zit verweven in de familielijn.
Cains tegenwoordige stijl is een combinatie van verschillende genres, zoals ambient, alternatieve rock en dreampop. Ze haalt inspiratie uit gospel, country, klassieke rock en alternatieve muziek.

## 2022-2025:Preacher's Daughter
In mei 2022 bracht Cain haar debuutalbum Preacher's Daughter uit onder haar eigen label Daughters of Cain. Het album werd door verscheidene muzieksites beoordeeld met een 9 of 5 dan wel 4 sterren, en eindigde vervolgens in hun eindejaarslijsten van dat jaar. In april 2025 werd Preacher's Daughter uitgebracht op vinyl, waardoor het wereldwijd op verschillende hitlijsten debuteerde. Het album bereikte de 10e plek in de Nederlandse album top 100 en was een week lang de meest verkochte plaat in Nederland.

## 2025-heden:PervertsenWilloughby Tucker, I’ll always love you
In januari 2025 bracht Cain de studio-opname Perverts uit, een experimenteel drone-project. Voorafgaand aan de studio-opname werd de bijbehorende single Punish uitgebracht. 
Cains tweede album, Willoughby Tucker, I'll Always Love You, staat gepland voor augustus 2025. Het album zal een prequel vormen op het verhaal van Preacher's Daughter. De eerste single van het album, Nettles, werd uitgebracht op 4 juni 2025. 

## Persoonlijk leven
Cain woont tegenwoordig in Pittsburgh, Pennsylvania. Ze is biseksueel en heeft autisme.

## Discografie

### Albums
- 2022: Preacher's Daughter
- 2025: Perverts
- 2025: Willoughby Tucker, I'll always love you

### Extended plays
- 2019: Carpet Bed
- 2019: Golden Age
- 2021: Inbred

### Singles
- 2021: Michelle Pfeiffer (met Lil Aaron, afkomstig van Inbred)
- 2021: Crush (afkomstig van Inbred)
- 2021: Unpunishable (afkomstig van Inbred)
- 2022: Everytime (uitgegeven als Spotify Single)
- 2022: Gibson Girl (afkomstig van Preacher's Daughter)
- 2022: Strangers (afkomstig van Preacher's Daughter)
- 2022: American Teenager (afkomstig van Preacher's Daughter)
- 2022: Morning Elvis (Live at Denver Ball Arena) (met Florence and the Machine)
- 2023: Famous Last Words (An Ode to Eaters) (met 1017 ALYX 9SM, afkomstig van COMPILATION V1)
- 2024: For Sure (afkomstig van American Football (Covers))
- 2024: Punish (afkomstig van Perverts)
- 2025: Nettles (afkomstig van Willoughby Tucker, I'll always love you)
- 2025: Fuck Me Eyes (afkomstig van Willoughby Tucker, I'll always love you)

1. ↑  Dutch Charts - dutchcharts.nl. dutchcharts.nl. Geraadpleegd op 17 juni 2025.